# نظام أباد (فراهان)
نظام أباد (بالفارسية: نظام‌آباد) هي مستوطنة تقع في قسم فرمهين الريفي في إيران. يقدر عدد سكانها بـ 115 نسمة بحسب إحصاء 2016.